# AMC Networks International UK
AMC Networks International UK (anteriormente conhecida como Chello Zone, Zone Vision, Zone Media e AMC Networks International - Zone (EMEA)) é uma empresa britânica, especializada na idealização, produção e implementação de canais de televisão temáticos, fundada em 1991 por Chris Wronski e propriedade da AMC Networks Internacional.

## História
A empresa foi fundada para distribuir programas de televisão no Leste Europeu, mas agora está presente em 138 países. Opera canais sob 7 marcas, embora com algumas restrições em alguns países, e fornece 22 faixas de áudio.
Em 2006, a empresa mudou seu nome de Zone Vision Network para Zonemedia .
Em outubro de 2007, a empresa mudou novamente de nome, de Zonemedia para Chello Zone .
Em 28 de outubro de 2013, a AMC Networks anunciou que iria adquirir a Chellomedia da Liberty Global por aproximadamente US$1,04 bilhão. A aquisição foi concluída em 11 de fevereiro de 2014.
Em 8 de julho de 2014, a AMC Networks renomeou a Chello Zone para AMC Networks International - Zone (EMEA).